# Gneo Domizio Corbulone
Gneo Domizio Corbulone (latino: Gnaeus Domitius Corbulo; Peltuinum, 5 circa – Corinto, 67) è stato un politico e generale romano.

## Biografia

### Origini familiari
Imparentato con Caligola in quanto fratellastro dell'ultima moglie dell'imperatore, Milonia Cesonia, prima da Tiberio e poi da Caligola venne incaricato di sovrintendere al miglioramento delle strade principali in Italia, che la negligenza dei precedenti incaricati aveva lasciato andare quasi in disfacimento. In questa opera commise atti di crudeltà e fu accusato di estorsione e sotto l'imperatore Claudio dovette dare conto di questi atteggiamenti risarcendo coloro che aveva maltrattato. Nella metà del 39, sempre sotto Caligola, divenne console suffetto, per poi essere esautorato pochi mesi dopo.

### Carriera militare

Le Campagne armeno-partiche di Corbulone.

Fu legato nella Germania Inferiore nel 47, dove si distinse combattendo contro i Frisi e i Cauci comandati da Gannasco (a lui si deve la costruzione di un canale artificiale, la cosiddetta fossa Corbulonis), riuscì a mantenere una disciplina eccellente fra le sue truppe acquistando notevole popolarità fra i soldati, ma Claudio gli impedì di proseguire oltre nella conquista, spostandolo sul Reno. Qui, per non demoralizzare le sue truppe con l'inerzia, fece loro costruire due canali all'epoca importanti, uno dei quali fra la Mosa e il Reno.
In seguito Nerone lo pose a capo delle operazioni contro i Parti; riorganizzato l'esercito, dopo aver sconfitto Vologase I, Corbulone conquistò Artaxata nel 58 e Tigranocerta nel 59 permettendo a Nerone di porre Tigrane VI sul trono di Armenia nel 60.
Nel 63 restaurò il prestigio di Roma, concludendo con Tiridate I di Armenia (sostituitosi a Tigrane VI) un accordo che riconosceva il protettorato romano. Tiridate ricevette quindi l'incoronazione a Roma.
Essendo divenuto uno dei più grandi generali del tempo,Corbulone si era attirato l'odio dello stesso Nerone, perché il suo potere e la sua influenza sull'esercito erano grandi e, se si fosse messo alla testa di un'insurrezione, avrebbe potuto diventare imperatore.
Sembra però che egli non avesse mai nutrito un tale pensiero nei riguardi di Nerone, il quale ricambiò tale fedeltà con la morte, accusandolo di aver aderito alla congiura antineroniana del genero Annio Vinciano; lo richiamò in Grecia e diede ordini per la sua esecuzione. Saputo del fato che lo attendeva, Corbulone si immerse la spada nel petto esclamando: "Axios!" (Io sono degno).
Sposò Cassia Longina, figlia di Gaio Cassio Longino e Giunia Lepida, e nel 70 sua figlia Domizia Longina andò sposa a Domiziano.

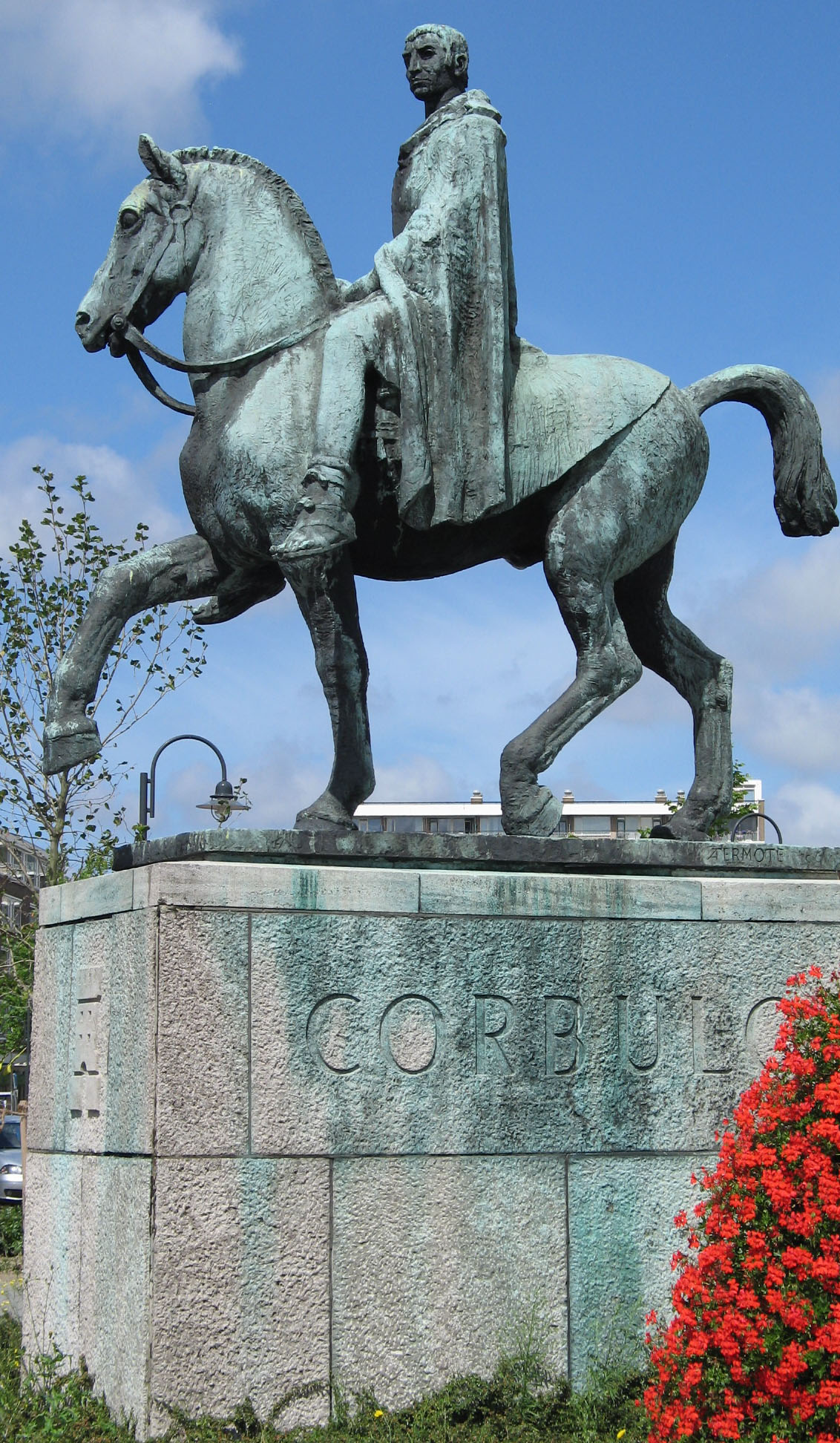
Statua di Corbulone a Voorburg, Paesi Bassi
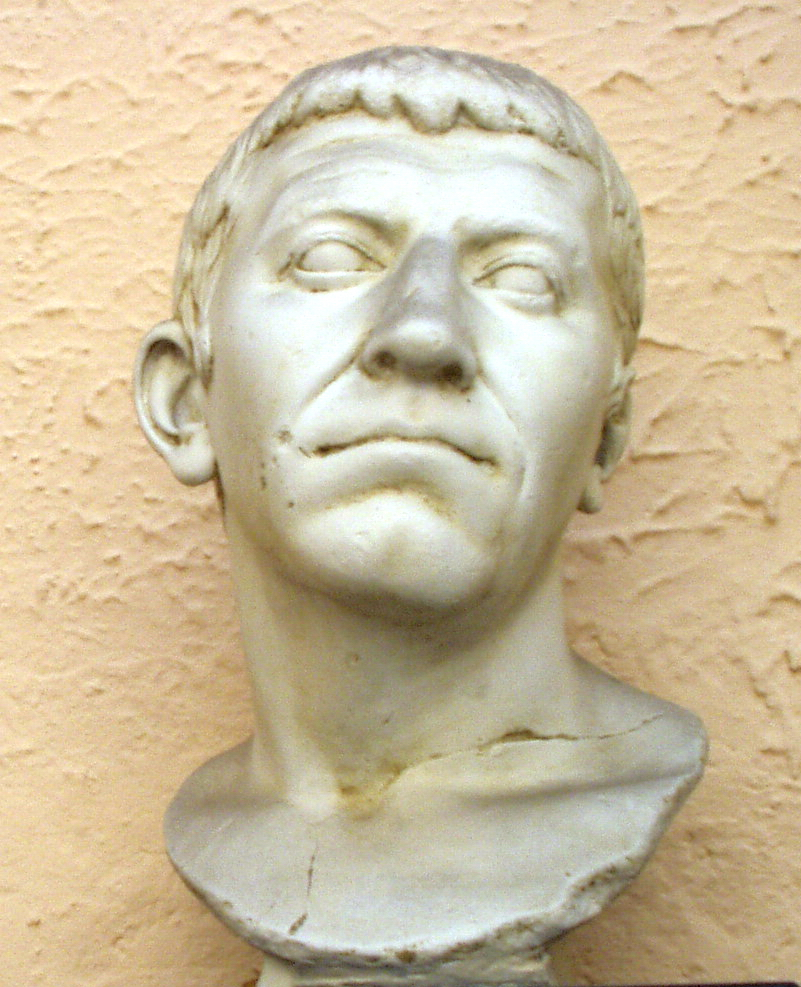
Il calco in gesso della precedente

## Citazioni
Corbulone e le sue imprese sono state narrate in due romanzi storici di Simon Scarrow:
- Simon Scarrow, Lunga vita all'impero, traduzione di Lorena Aristide e Rosa Prencipe, collana Nuova Narrativa Newton, Newton Compton, 26 settembre 2019,  p. 384, ISBN 978-88-227-3592-8.
- Simon Scarrow, Il traditore di Roma, traduzione di Andrea Russo, collana Nuova Narrativa Newton, Newton Compton, 2 novembre 2020,  p. 384, ISBN 978-88-227-4643-6.
- Di Corbulone si parla ampiamente nel film Legionnaire's Trail - Il legionario (The Legion), regia di Jose Magan (2020)

### Fonti primarie
- Cornelio Tacito, Annales, IV-XVI.